# Trofeo Melinda 2007
La Trofeo Melinda 2007, sedicesima edizione della corsa e valida come evento dell'UCI Europe Tour 2007 categoria 1.1, si svolse il 25 agosto 2007 su un percorso di 194 km. Fu vinta dall'italiano Santo Anzà che terminò la gara in 5h04'40", alla media di 38,2 km/h.
Partenza con 120 ciclisti, dei quali 47 portarono a termine il percorso.

## Ordine d'arrivo (Top 10)
| Pos. | Corridore            | Squadra       | Tempo    |
| ---- | -------------------- | ------------- | -------- |
| 1    | Santo Anzà           | Diquigiovanni | 5h04'40" |
| 2    | Luca Mazzanti        | Panaria       | s.t.     |
| 3    | Volodymyr Zahorodnyj | OTC Doors     | a 3"     |
| 4    | Pasquale Muto        | Miche         | a 5"     |
| 5    | Paolo Bailetti       | LPR           | s.t.     |
| 6    | Gilberto Simoni      | Saunier Duval | s.t.     |
| 7    | Fortunato Baliani    | Panaria       | s.t.     |
| 8    | Félix Cárdenas       | Barloworld    | s.t.     |
| 9    | Ruslan Pidhornyj     | Tenax         | s.t.     |
| 10   | Ivan Rovnyj          | Tinkoff       | s.t.     |